# Közönséges borostyán
A közönséges borostyán (Hedera helix) az ernyősvirágzatúak (Apiales) rendjébe, ezen belül az aráliafélék (Araliaceae) családjába tartozó faj.
Közép-Európában egyetlen elterjedt faja. Európa nagy része mellett Délnyugat-Ázsiában honos. Kedvező környezetben (fákon, kőszirteken, falakon) 20–30 méteresre is megnő, de függőleges felület híján a talajt is beteríti.

## Tulajdonságai
Örökzöld cserje, levelei 4–8 cm hosszúak, 3–10 cm-es nyéllel. A léggyökerekkel kapaszkodó  szárakon a fiatal levelek tenyér alakú árnyéklevelek, a közvetlen napfénynek kitett, virágzó, termékeny szárakon a kifejlett levelek szív alakúak, fénylevél típusúak.
A borostyán a heterofillia klasszikus esete. Az ötkaréjos levelű, fiatalkori, meddő alak a földön kúszva sűrű, örökzöld gyepet alkot és többnyire árnyékban él. A fák koronájába, sziklára vagy falra léggyökerekkel felkapaszkodva fokozatosan alakul át ékvállú rombos tojásdad levelű, zömök hajtású, időskori alakká. Ez hozza ősszel, szeptember-októberben a gömbös ernyőkben álló, zöldessárga virágokat a borsó nagyságú, fekete termés tavasszal érik.
Virágai kicsik, a virágzat 3–5 cm átmérőjű ernyő. A zöldessárga virágokban sok a nektár, ami a méhek és más rovarok fontos tápanyaga. Késő nyártól késő őszig virágzik. Termései apró fekete bogyószerű húsos csontárok, amik a tél vége felé érnek meg, és bár az ember számára mérgezőek, sok madár fontos táplálékai.

## Dísznövényként
Kedvelt dísznövény, számos változatát nemesítették ki, így például van sárga vagy sárga-fehér tarka levelű, lila szárú és lassan növekedő fajtája is. Magyarországon teljesen télálló, felhasználható árnyéki talajtakaróként, romok, fatörzsek, falak, kerítések befuttatására. Napos helyen ajánlott öntözni. Több száz évig is élhet jó adottságú területeken. Néhány fajtája:
- 'Arborescens' – az alapfaj világos helyen kialakult időskori termő fajtája. Dugványozással szaporítható, de árnyékos helyen visszafejlődik meddő hajtásrendszerű növénnyé.
- 'Conglomerata' – törpe növekedésű, lehajló majd elfekvő fajta 1–3 cm-es levelekkel. Sziklakertbe kiváló.
- 'Balkon' – Tömött gyepet alkotó, sokszorosan elágazó hajtásrendszerű, magyar fajta. Balkonládába kiváló, de gyeppótlónak is igen jó.
- 'Glacier' – Közepes méretű leveleinek alapszíne szürkészöld, a széle felé ezüst színű és fehér foltos.
- 'Ivalce' – Fodros szélű, élénkzöld levelei közepes méretűek. Rövid ízközű, kompakt fajta.
- 'Perint' – A 'Balkon' fajtánál valamivel lazább és gyorsabb növekedésű magyar fajta.
- 'Woerner' – Fagytűrő és gyors növekedésű, északnyugat-európai fajta, kerekded levelekkel és feltűnő, fehéres levélerekkel.
- H. h. f. poetarum (Nyman) McAllister et A. Rutherf. – görög borostyán; zöld vagy vöröslő hajtású, narancssárga termésű. DK-Európában és a Kaukázusban, Kis-Ázsiában honos.

A borostyán sok levélváltozatát mint hidegházi cserepes ámpolnanövényt is szaporítják. Ezek közül a zöld levelűek a szabadba is ültethetők.

### Gyógyászati felhasználása
Drogja háziszerként nem használható, mert erős hatású.
Hatóanyagai: flavonoidok, fahéjsav származékok, poliinek, triterpén szaponinok. A borostyán drogja alkotórésze köptetőknek és görcsoldóknak is. Allergiás reakciót válthat ki azon személyeknél, akik érzékenyek a falkarionolra.

## Képek

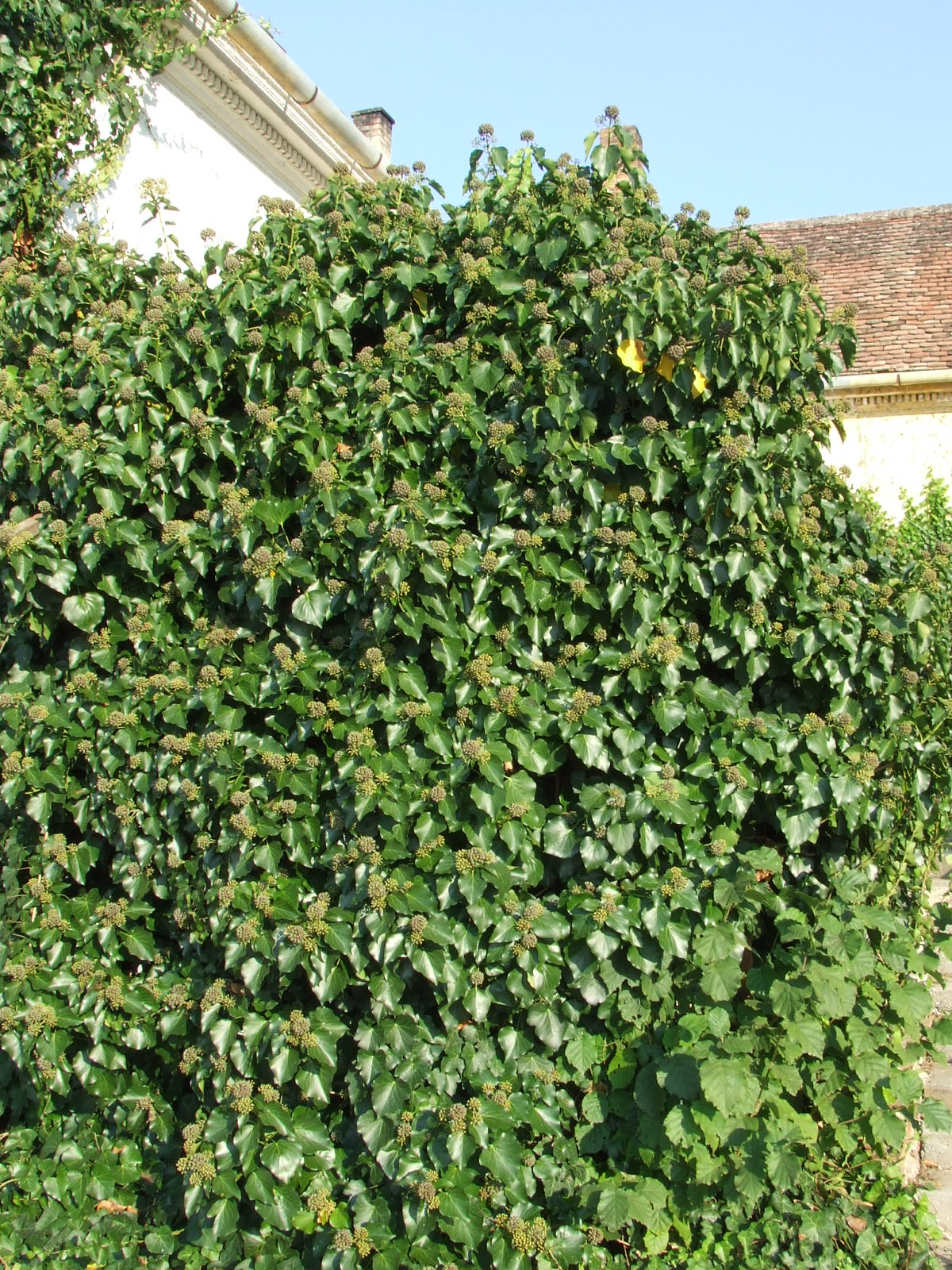
Időskori (termő) alakban
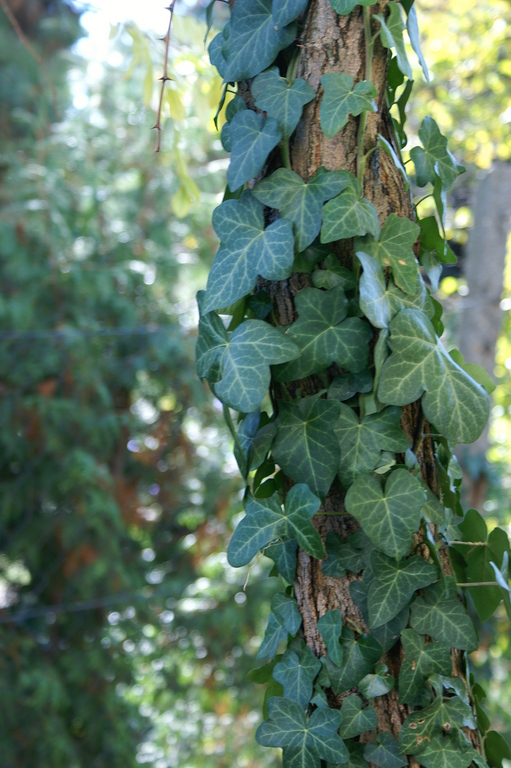
Borostyán tenyér alakú levelekkel